# Вотерфорд (Конектикат)
Вотерфорд (енгл. Waterford) насељено је место без административног статуса у америчкој савезној држави Конектикат.

## Демографија
По попису из 2010. године број становника је 2.887, што је 48 (-1,6%) становника мање него 2000. године.
| Група             | 2000.         | 2010.         |
| Белци             | 2.650 (90,3%) | 2.410 (83,5%) |
| Афроамериканци    | 78 (2,7%)     | 123 (4,3%)    |
| Азијати           | 67 (2,3%)     | 85 (2,9%)     |
| Хиспаноамериканци | 86 (2,9%)     | 188 (6,5%)    |
| Укупно            | 2.935         | 2.887         |